# 24 Heures Rollers
Les 24 Heures Rollers sont une épreuve d'endurance en rollers, ouverte à tous, organisée chaque année sur le circuit Bugatti au Mans depuis 2000.

## Présentation
L'épreuve consiste à parcourir en rollers et en relais (ou en solo), le maximum de distance sur un circuit ouvert pendant vingt-quatre heures.
La course a lieu sur le circuit Bugatti du Mans, long de 4,185 km. Le parcours est peu vallonné, excepté une côte de 600 mètres à 3,5 % suivie d’une descente d’1 km à 3 % composée de deux grands virages. Le tracé est le même que celui conçu pour les compétiteurs des 24 Heures Motos et du Grand Prix moto de France, et correspond pour partie à la portion permanente du circuit des 24 Heures  (ligne des stands, courbe et chicane Dunlop).
L'évènement a été organisé pour la première fois en 2000, et se tient chaque année, deux semaines après la course automobile des 24 Heures du Mans, soit généralement lors du dernier week-end de juin. L'épreuve est organisée par l'association La Tribu Rollers, affiliée à la Fédération française de roller et skateboard (FFRS).
En 2013, pour la première fois, l'épreuve se déroule en mai durant le week-end de la fête des mères et le jour de plusieurs autres événements roller : on ne compte que 457 équipes à l'arrivée dont un bon tiers de solos et de duos contre plus de 620 en 2012. Cette baisse significative du nombre de patineurs sur le circuit associée à des conditions climatiques difficiles (températures proches de zéro la nuit, brouillard) en ont fait une édition relativement à part.

## Participants

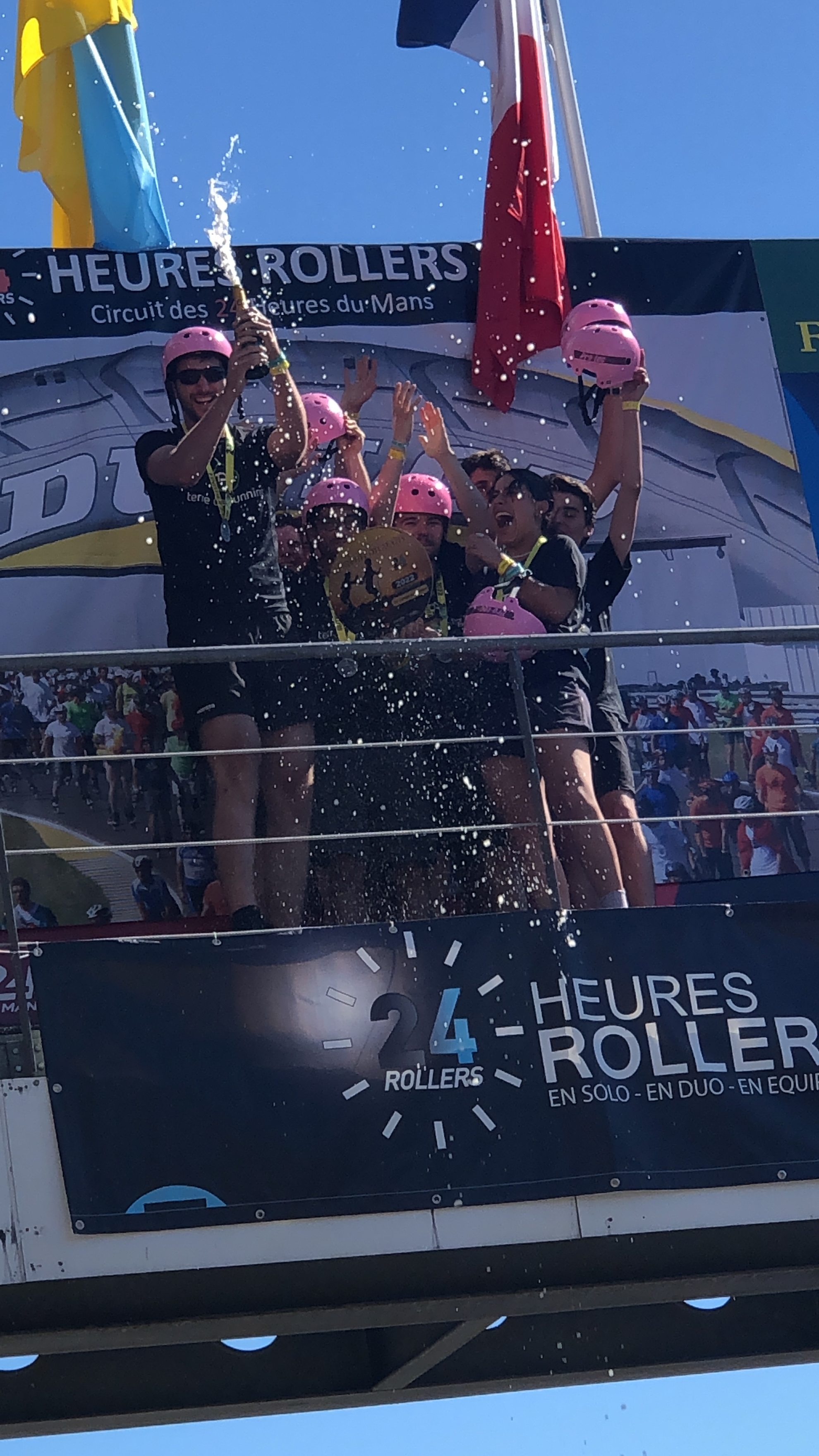
Podium de catégorie des 24 Heures Roller 2022.

Dans la grande tradition des 24 Heures du Mans, l'accès est ouvert à tous, coureurs professionnels, amateurs et débutants. Il faut néanmoins être âgé de plus de 14 ans pour pouvoir patiner, avec quelques restrictions. En effet, les patineurs mineurs ne peuvent pas rouler de nuit.
À l'origine, il n'existait qu'une seule catégorie, pour un maximum de dix patineurs.
En 2018, par exemple, les inscriptions sont ouvertes pour les catégories suivantes :
- Prestige : équipes de sept à dix participants (à partir de 16 ans)
- Découverte : équipes de onze à douze participants (à partir de 14 ans)
- Enduro  : équipes de trois à six participants (à partir de 18 ans)
- Quads : équipes de sept à dix participants équipés de rollers de type quad
- Duo : équipes de deux personnes à partir de 18 ans
- Solo : une seule personne à partir de 18 ans.

Des catégories plus fines permettent de récompenser les femmes, les vétérans, les étudiants, les entreprises...

## Déroulement

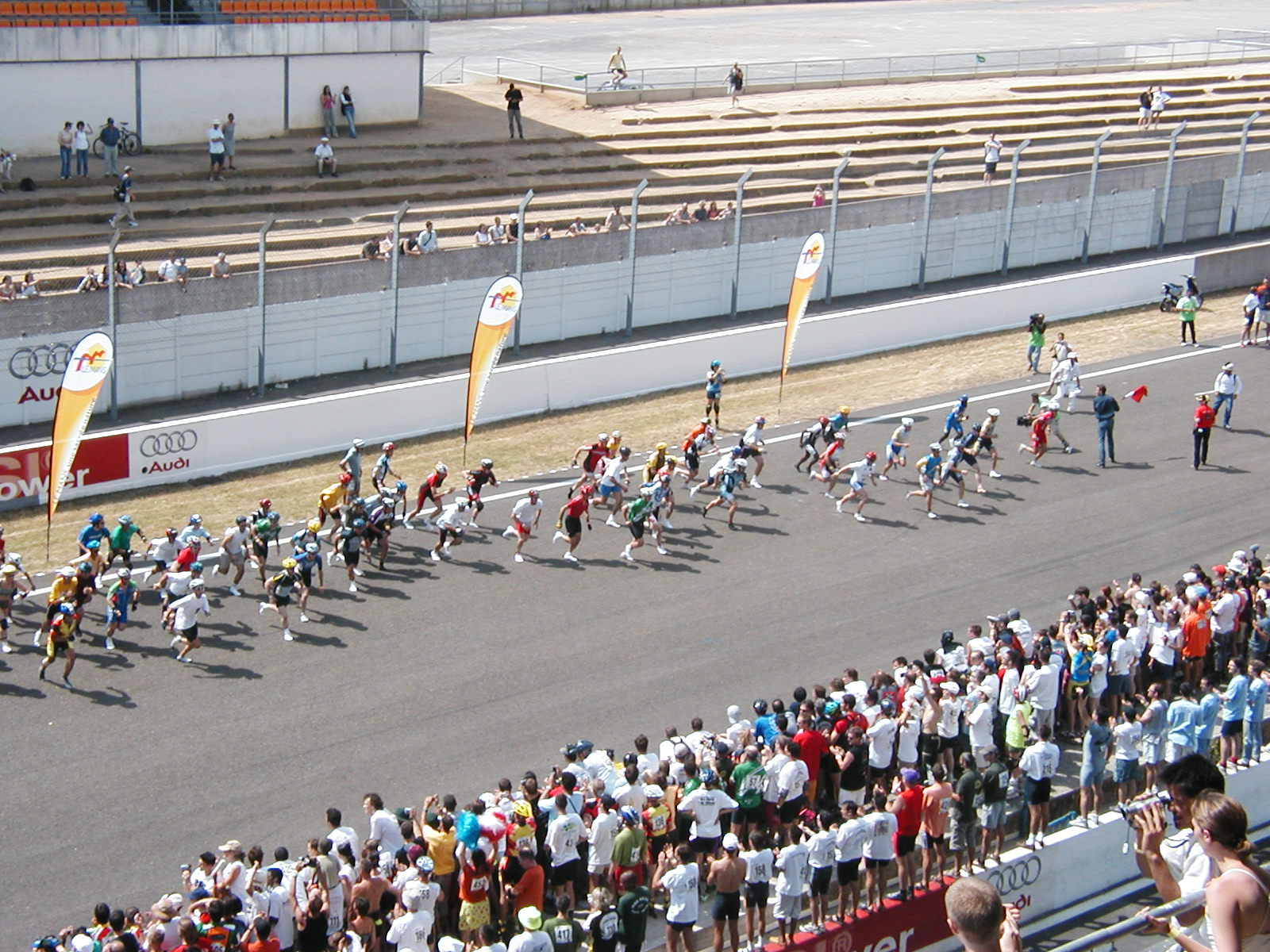
Départ « Le Mans »

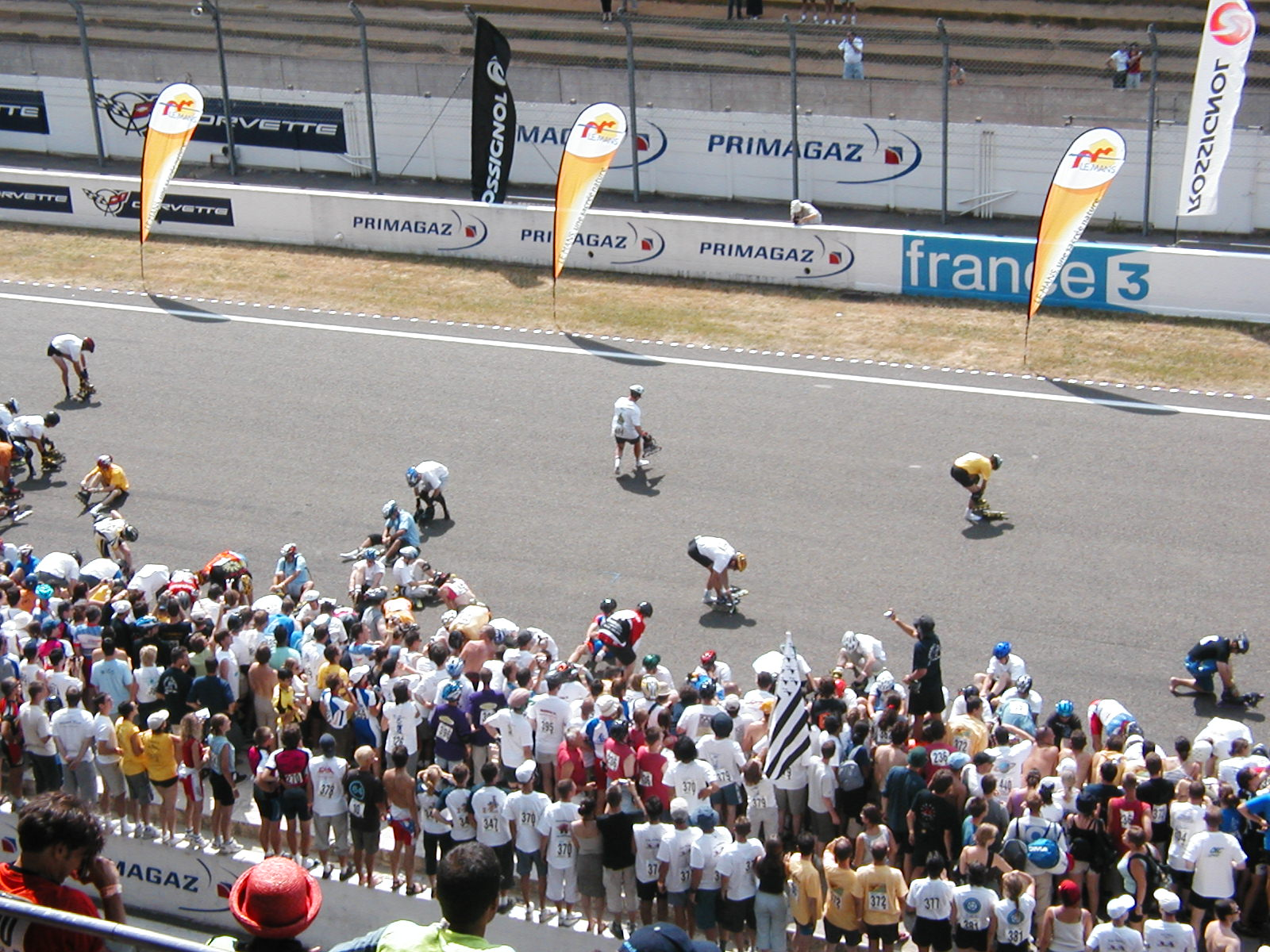
...chacun chausse ses patins.

Le samedi matin, une reconnaissance du circuit - ou parade des rollers - est organisée, au moyen de deux tours de piste, environ 8 km. Tous les inscrits doivent y participer mais aucun contrôle n'est effectué. Ouverte à tous, les accompagnateurs peuvent ainsi rouler sur le circuit. De nombreuses équipes se déguisent à cette occasion.

### Départ et arrivées
Le départ est donné le samedi à 16 h, en respectant la tradition du « départ Le Mans » en vigueur aux 24 Heures Motos : les compétiteurs, alignés d'un côté de la piste, en face de leurs rollers, doivent les chausser en traversant la piste en courant. L'ordre des équipes sur la ligne de départ est calculé préalablement sur la base d'un sprint sur une longueur de 400 m dans la ligne droite des stands.
La course ne se termine pas véritablement au bout de vingt-quatre heures, mais plus précisément lorsque le patineur de l'équipe, première du classement, achève le tour pendant lequel cette durée a été atteinte. Si un patineur parvient à le dépasser avant la ligne d'arrivée, il peut repartir pour un tour qui sera crédité, même si le délai est alors dépassé.

### Relais

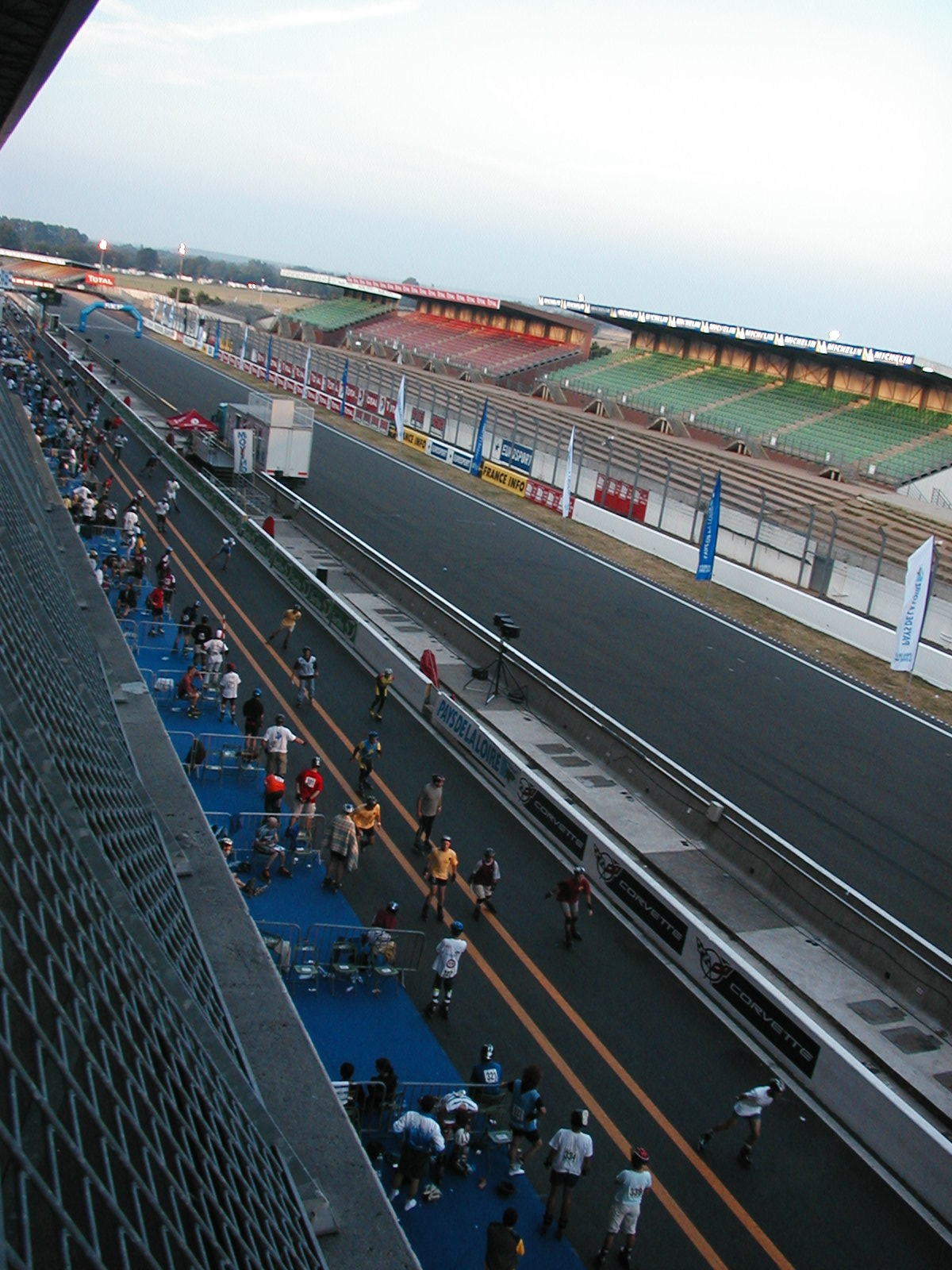
Zone de relais pour les compétiteurs.

Les membres d'une équipe se relaient à tout moment en se passant un témoin, sans aucune condition autre que pour des raisons pratiques, les relais ne sont autorisés qu'à la fin du deuxième tour et jusqu'à 15 h 45, moment où les relais cessant du fait du règlement, des choix sont à anticiper pour faire le dernier relai.

## Records
- Le record de distance est détenu par l’équipe SPSPSK qui a parcouru 924,885 km, soit une moyenne de 38,5 km/h lors de l’édition 2025.
- Le record du tour, battu en 2015 par le patineur belge Bart Swings, leader de l'équipe Powerslide, s'établit à 5 min 32 s, soit 45,38 km/h[1].
- Le record en solo, battu en 2016 par le patineur français, Antoine Lesavre, s'établit à 611 km, soit une moyenne de 25,45 km/h[2].